# Груша (картина Климта)
«Груша» («Грушевое дерево», нем. Birnbaum), также «Груши» (нем. Birnbäume) — пейзаж австрийского художника Густава Климта. Картина написана в 1903 году на летнем отдыхе в Литцльберге на озере Аттерзе на пике его увлечения лесным сюжетом и изображениями деревьев и обнаруживает композиционное сходство с написанным двумя годами ранее пейзажем «Фруктовые деревья».
На первый взгляд на постмодернистском пейзаже, похожем на яркий декоративный ковёр, густые пастозные краски нанесены в случайном порядке, но с некоторой дистанции зрителю вырисовывается крона грушевого дерева с отдельными листочками и плодами. С левой стороны картины обнаруживается заметно более толстый красочный слой, что объясняется предположительно тем, что художник работал над этим пейзажем, подаренным им Эмилии Флёге, вплоть до своей смерти. В 1933 году пейзаж оказался в Новой галерее в Вене, в 1939 — в парижской галерее «Сент Этьен», затем к 1950 году — в «Сент Этьен» в Нью-Йорке. Директор Новой галереи и владелец галерей «Сент Этьен» искусствовед Отто Каллир передал её в дар США. Демонстрируется в Музее Буш-Райзингера в составе Гарвардского художественного музея.